# 19e gala Québec Cinéma
Le 19e gala Québec Cinéma, récompensant les films québécois sortis en 2016, se déroule le 4 juin 2017 à la Maison de Radio-Canada. La cérémonie est diffusée sur les ondes de ICI Radio-Canada Télé.

## Description

### Nouveautés
Plusieurs changements sont apportés au gala lors de cette 19e édition. À la suite de l'abandon du nom de « Prix Jutra » en 2016, l'organisation a procédé à un sondage auprès du public pour choisir un nouveau nom de prix pour la cérémonie de 2017. Iris est choisi à 65% contre Lumi. Le nom fait référence au diaphragme d'une caméra tout en étant un clin d’œil à la fleur emblématique du Québec, l'iris versicolore.
Par ailleurs, six nouveaux prix sont créés : Prix du public, révélation de l'année, meilleurs effets visuels, meilleure distribution des rôles, meilleur montage d'un long métrage documentaire et meilleure direction de la photographie d'un long métrage documentaire. Le prix du Billet d'or est abandonné.
Il s'agit également de la première cérémonie a se tenir en juin plutôt qu'en février ou mars.

### Dévoilement des nominations
Les nominations sont dévoilées le 5 avril 2017. Durant le processus d'évaluation, 79 longs métrages (45 de fiction et 34 documentaires) et 57 courts métrages sont analysés. Les films Juste la fin du monde de Xavier Dolan et Un ours et deux amants de Kim Nguyen trônent au sommet des nominations (12 chacun). Plus de 7 000 membres du jury sont appelés à voter pour les gagnants de cette édition.

### Déroulement de la cérémonie

#### Gala des artisans
Le pré-gala (Gala des artisans) se déroule le 1er juin 2017 à la salle Jean-Despréz. Il est animé par Pier-Luc Funk et Léane Labrèche-Dor. 14 prix Iris sont remis à cette occasion.

#### Gala principal
Contrairement aux éditions précédents se déroulant dans l'un des théâtres du Quartier des spectacles de Montréal, le gala est pour la première fois directement télédiffusée à partir d'un studio de télévision, soit le Studio 42 de la Maison de Radio-Canada. Le tapis rouge et l'après-gala sont animés par Herby Moreau et Anne-Marie Withenshaw. La présentation du gala est assurée par Guylaine Tremblay et Édith Cochrane.

## Palmarès
Les lauréats sont indiqués ci-dessous en gras.

### Meilleur film
- Juste la fin du monde
  - Avant les rues
  - Ceux qui font les révolutions à moitié n'ont fait que se creuser un tombeau
  - Un ours et deux amants
  - Les Mauvaises Herbes

### Meilleure réalisation
- Xavier Dolan pour Juste la fin du monde
  - Louis Bélanger pour Les Mauvaises Herbes
  - Bachir Bensaddek pour Montréal la blanche
  - Chloé Leriche pour Avant les rues
  - Kim Nguyen pour Un ours et deux amants

### Meilleure scénario
- Louis Bélanger et Alexis Martin pour Les Mauvaises Herbes
  - Kim Nguyen pour Un ours et deux amants
  - Chloé Leriche pour Avant les rues
  - Bachir Bensaddek pour Montréal la blanche
  - André Forcier et Linda Pinet pour Embrasse-moi comme tu m'aimes

### Meilleure interprétation dans un premier rôle féminin
- Mylène Mackay pour Nelly
  - Emmanuelle Lussier-Martinez pour Ceux qui font les révolutions à moitié n'ont fait que se creuser un tombeau
  - Tatiana Maslany pour Un ours et deux amants
  - Karina Aktouf pour Montréal la blanche
  - Nathalie Baye pour Juste la fin du monde

### Meilleure interprétation dans un premier rôle masculin
- Gabriel Arcand pour Le Fils de Jean
  - Antoine Olivier Pilon pour 1:54
  - Dane DeHaan pour Un ours et deux amants
  - Émile Schneider pour Là où Attila passe
  - Gaspard Ulliel pour Juste la fin du monde

### Meilleure interprétation dans un second rôle féminin
- Céline Bonnier pour Embrasse-moi comme tu m'aimes
  - Léa Seydoux pour Juste la fin du monde
  - Emmanuelle Lussier-Martinez pour Les Mauvaises Herbes
  - Marion Cotillard pour Juste la fin du monde
  - Cynthia Wu-Maheux pour L'Origine des espèces

### Meilleure interprétation dans un second rôle masculin
- Luc Picard pour Les Mauvaises Herbes
  - Simon Pigeon pour Prank (d) 
  - Guillaume Cyr pour La Nouvelle Vie de Paul Sneijder
  - Martin Dubreuil pour Maudite Poutine
  - Tony Nardi pour Embrasse-moi comme tu m'aimes

### Révélation de l’année
- Rykko Bellemare pour Avant les rues
  - Sasha Migliarese pour Mon ami Dino
  - Kakki Peter pour Un ours et deux amants
  - Whitney Lafleur pour Écartée
  - Étienne Galloy pour Prank (d)

### Meilleure distribution des rôles
- Xavier Dolan pour Juste la fin du monde
  - Lucie Robitaille pour Un ours et deux amants
  - Emanuelle Beaugrand-Champagne et Nathalie Boutrie pour Les Mauvaises Herbes

### Meilleure direction artistique
- Éric Barbeau pour Ceux qui font les révolutions à moitié n'ont fait que se creuser un tombeau
  - Patrice Bengle pour Embrasse-moi comme tu m'aimes
  - Jean Babin pour Chasse-Galerie : La légende
  - David Brisbin, Isabelle Guay et Jean-Pierre Paquet pour 10 secondes de liberté
  - Dominique DesRochers pour Nitro Rush

### Meilleure direction de la photographie
- André Turpin pour Juste la fin du monde
  - Josée Deshaies pour Nelly
  - Tobie Marier Robitaille pour Nitro Rush
  - Nicolas Bolduc pour Un ours et deux amants
  - Glauco Bermudez pour Avant les rues

### Meilleur son
- Claude Beaugrand, Bernard Gariépy Strobl et Claude La Haye pour Un ours et deux amants
  - Stéphane Bergeron, Martin Desmarais et Marie-Claude Gagné pour Nitro Rush
  - Olivier Calvert, Stephen De Oliveira et Hans Laitres pour Maudite Poutine
  - Pierre-Jules Audet, Luc Boudrias et Claude La Haye pour 10 secondes de liberté
  - Sylvain Bellemare, Stéphane Bergeron et Martyne Morin pour Avant les rues

### Meilleur montage
- Richard Comeau pour Un ours et deux amants
  - Chloé Leriche pour Avant les rues
  - Jules Saulnier pour Écartée
  - Mathieu Denis pour Ceux qui font les révolutions à moitié n'ont fait que se creuser un tombeau
  - Jean-François Bergeron pour Les 3 P'tits Cochons 2

### Meilleurs effets visuels
- Fly Studio pour King Dave
  - John Tate pour Embrasse-moi comme tu m'aimes
  - MELS pour 10 secondes de liberté
  - Rodeo FX pour Un ours et deux amants
  - Artifex Animation Studios pour Le Cyclotron

### Meilleure musique originale
- Frannie Holder, Charles Lavoie et Vincent Legault pour Nelly
  - Thierry Amar, David Bryant et Kevin Doria pour Maudite Poutine
  - Guy Bélanger pour Les Mauvaises Herbes
  - Martin Léon pour Embrasse-moi comme tu m'aimes
  - Robert Marcel Lepage pour Avant les rues

### Meilleurs costumes
- Francesca Chamberland pour Chasse-Galerie : La légende
  - Caroline Bodson pour Boris sans Béatrice
  - Madeleine Tremblay pour Embrasse-moi comme tu m'aimes
  - Sophie Lefebvre pour Les Mauvaises Herbes
  - Mario Davignon pour 10 secondes de liberté

### Meilleur maquillage
- Djina Caron pour Nelly
  - Maïna Militza pour Juste la fin du monde
  - Marlène Rouleau pour Nitro Rush
  - Nicole Lapierre pour Chasse-Galerie : La légende
  - Clair Val der Elst pour Embrasse-moi comme tu m'aimes

### Meilleure coiffure
- Martin Lapointe pour Nelly
  - Denis Vidal pour Juste la fin du monde
  - Marcelo Padovani pour Embrasse-moi comme tu m'aimes
  - Réjean Goderre pour 10 secondes de liberté
  - Marie-France Cardinal et Véronique-Anne Leblanc pour Chasse-Galerie : La légende

### Meilleur long métrage documentaire
- Manoir
  - Callshop Istanbul
  - Chez les géants
  - Gulîstan, terre de roses (en)
  - Parfaites

### Meilleur montage d'un long métrage documentaire
- Catherine Legault pour La Démolition familiale
  - Jean-François Lord pour Manoir
  - Sami Mermer pour Callshop Istanbul
  - Mathieu Bouchard-Malo pour Gulîstan, terre de roses
  - René Roberge pour Chez les géants

### Meilleure direction de la photographie d'un long métrage documentaire
- Etienne Roussy pour Gulîstan, terre de roses
  - Jérémie Battaglia pour Parfaites
  - Olivier Tétreault pour Manoir
  - Sébastien Rist et Aude Leroux-Lévesque pour Chez les géants
  - John Price pour I Am the Blues

### Meilleur court ou moyen métrage de fiction
- Mutants
  - Tout simplement
  - La Voce
  - La Peau sauvage
  - Oh What a Wonderful Feeling

### Meilleur court ou moyen métrage d'animation
- Vaysha, l'aveugle
  - Mamie
  - Oscar
  - J’aime les filles
  - Casino

## Prix spéciaux

### Prix Hommage
- Lyse Lafontaine

### Film s'étant le plus illustré à l'extérieur du Québec
- Juste la fin du monde
  - Un ours et deux amants
  - Nelly
  - Maudite Poutine
  - Boris sans Béatrice

### Prix du public
- 1:54
  - Les 3 P'tits Cochons 2
  - Juste la fin du monde
  - Les Mauvaises Herbes
  - Votez Bougon